# Orquestra Sinfônica de Sherbrooke
A Orquestra Sinfônica de Sherbrooke (francês, L'Orchestre Symphonique de Sherbrooke) é uma orquestra sinfônica baseada em Sherbrooke, Quebec, Canadá, com a Universidade de Sherbrooke como residência.

## História
A primeira performance da orquestra aconteceu em 3 de Abril de 1940. Fundada por Horace Boux, Sylvio Lacharité e outro em 1935, no Seminário de Sherbrooke, a orquestra ficou conhecida, inicialmente, como Sinfônica Saint-Charles. O primeiro diretor musical foi Sylvio Lacharité, que permaneceu no cargo até 1969.
No dia 13 de Fevereiro de 1945, a orquestra apresentou-se pela primeira vez no Teatro Granada. Em 1964 assinou um contrato com a Universidade de Sherbrooke para apresentar-se no Teatro Maurice-O'Bready.
A orquestra apresenta-se normalmente para um público de 1,300 pessoas por noite, onde 700 desses são associados a orquestra. Desde a metade do ano 2000 ela proporciona alguns concertos gratuitos no centro de Sherbrooke. O seu repertório não se limita a música clássica, também interpretam música populares. 

## Diretores Musicais
- Sylvio Lacharité (1935–1969)
- Claude Paradis (1969–1976)
- Guy Robitaille, Raymond Dessaints e Pierre Rolland (1976–1977)
- Roland Leduc (1977–1980)
- Brian Ellard (1980–1983)
- Jean-François Sénart (1985–1986)
- Marc David (1988–19??)
- Stéphane Laforest (1998)